# Guayabal de Siquima (kommun i Colombia)
Guayabal de Siquima är en kommun i Colombia.   Den ligger i departementet Cundinamarca, i den centrala delen av landet, 60 km nordväst om huvudstaden Bogotá. Antalet invånare är 3 652.